# 太田勲
太田 勲（おおた いさお、1943年（昭和18年）2月14日 - ）は日本の工学者。兵庫県立大学第3代学長兼副理事長。兵庫県立大学名誉教授。
専門は光・電磁波工学。

## 人物・来歴
下記の記述は、主に兵庫県立大学の学長プロフィールのサイトに拠った。

### 年譜
- 1942年2月 - 岡山県に生まれる[5]。
- 1965年3月 - 大阪大学基礎工学部電気工学科 卒業
- 1967年3月 - 大阪大学大学院基礎工学研究科物理系専攻修士課程 修了
- 1965年4月 - 姫路工業大学工学部 助手
- 1978年6月 - 博士号取得。工学博士（大阪大学）
- 1989年4月 - 姫路工業大学工学部 助教授
- 1993年4月 - 姫路工業大学工学部 教授
- 1996年4月 - 姫路工業大学附属図書館 館長（1998年3月まで）
- 2000年4月 - 姫路工業大学 学生部長（2001年3月まで）
- 2001年4月 - 姫路工業大学 工学部長兼工学研究科長（2004年3月まで）
- 2010年4月 - 兵庫県立大学 副学長（研究・産学連携担当）、産学連携機構長、学術総合情報センター長（2013年3月まで）
- 2013年4月 - 公立大学法人 兵庫県立大学 理事 / 兵庫県立大学 副学長、産学連携・研究推進機構長（2017年3月まで）、学術総合情報センター長（2017年3月まで）
- 2016年4月 - 兵庫県立工業技術センター 所長（兼務）（2017年3月まで）
- 2017年4月 - 公立大学法人 兵庫県立大学 副理事長兼学長

### 受賞歴
- 兵庫県科学賞 - 2003年